# Nébula (Universo cinematográfico de Marvel)
Nébula es un personaje ficticio del Universo cinematográfico de Marvel (MCU), interpretado por Karen Gillan, basado en el personaje de Marvel Comics del mismo nombre. Se la representa como una guerrera alienígena de piel azul que es tanto la hija adoptiva de Thanos, quien mató a su familia de sangre antes de criarla, como la hermana adoptiva de Gamora, con quien creció para compartir una fuerte rivalidad. Aunque se la presentó por primera vez en Guardianes de la Galaxia (2014) como antagonista, su desarrollo posterior la ven convertirse en una antihéroe y, finalmente, en una protagonista secundaria, que se une a su hermana como parte de los Guardianes de la Galaxia y se convierte en miembro de los Vengadores. Los aspectos de esta interpretación se integraron más tarde en la versión en cómics del personaje.
El personaje tuvo una recepción positiva de la crítica y la audiencia, específicamente por la actuación de Gillan y el arco de su historia de redención; se ha destacado por sus diferencias con los cómics, en los que Nébula se representa casi exclusivamente como una villana.
Para 2023, Nébula ha aparecido en seis películas, así como en The Guardians of the Galaxy Holiday Special (2022), además de la serie animada What If...? (2021-presente), con versiones alternativas.

## Concepto y creación
Nébula en su versión en cómics fue creada por el escritor Roger Stern y el artista John Buscema, y apareció por primera vez en The Avengers #257 (julio de 1985).
El presidente de Marvel Studios, Kevin Feige, mencionó por primera vez a Guardianes de la Galaxia como una posible película en la Cómic-Con International de San Diego de 2010, afirmando: "También hay algun títulos oscuros, como Guardianes de la Galaxia. Creo que se han renovado recientemente de una manera divertida en el libro [de historietas]". Feige reiteró ese sentimiento en una edición de septiembre de 2011 de Entertainment Weekly, diciendo: "Existe la oportunidad de hacer una gran epopeya espacial, a la que Thor insinúa, en el lado cósmico" del Universo Cinematográfico de Marvel. Feige agregó que, si se hiciera la película, presentaría un conjunto de personajes, similar a X-Men y The Avengers. Feige anunció que la película estaba en desarrollo activo en la Cómic-Con International de San Diego de 2012 durante el panel de Marvel Studios, con una fecha de estreno prevista para el 1 de agosto de 2014. Dijo que el equipo titular de la película estaría formado por los personajes Star-Lord, Drax el Destructor, Gamora, Groot y Rocket.  En julio de 2013, el director James Gunn y el elenco de la película viajaron desde Londres para asistir a San Diego Cómic-Con International, donde se reveló que Karen Gillan interpretaría a Nébula. Gillan había hecho previamente una audición para interpretar a Sharon Carter en Captain America: The Winter Soldier cuando la invitaron a leer para el papel,  y Gunn declaró que su prueba era la favorita del elenco de la película, que describió como verla desarrollar "esta cibernética calva" de un "personaje bastante simple".

## Biografía del personaje ficticio

### Primeros años de vida
Nébula es una de varios niños adoptados a la fuerza por Thanos. Después de que él mató a su familia, ella fue criada junto a Gamora y entrenada para ser una guerrera. Thanos a menudo las obligaba a luchar y Gamora siempre salía victoriosa. Después de cada pérdida, Thanos reemplazaría una parte de Nébula con una parte cibernética, transformándola en un cyborg. Esto llevaría a crear un fuerte resentimiento tanto con Gamora como con su padre.

### Persiguiendo a Thanos y Gamora
En 2014, Thanos envió a Nébula y Gamora para ayudar a Ronan el Acusador a obtener la Gema del Poder. Ronan tuvo éxito y traicionó a Thanos, con la intención de destruir el planeta Xandar y luego matarlo. Nébula se puso del lado de él contra su padre. Escapó de Xandar tras una pelea con Gamora, mientras los Guardianes de la Galaxia frustraron con éxito el ataque de Ronan.
Meses después, Nébula es capturada por miembros de la raza Soberanos mientras intenta robar sus poderosas baterías; la líder Ayesha se la entrega a los Guardianes para reclamar su recompensa, a cambio de sus servicios defendiendo las baterías de un alienígena. Cuando los otros Guardianes visitan el planeta del padre de Peter Quill, Ego, Nébula ayuda a los Devastadores a capturar a Rocket y Groot. Le dan un barco y ella misma va al planeta Ego para luchar contra Gamora. Después de finalmente derrotarla en combate, Nébula expresa enojo con ella por necesitar siempre ser mejor que ella en lugar de ser solo una hermana amorosa. Ella y Gamora se reconcilian y se alían para luchar contra Ego, y finalmente escapan del planeta mientras es destruido. Nébula luego decide matar a Thanos y se va con esta misión en mente.

### Alianza con los Vengadores
El intento de Nébula de matar a Thanos falla y, en cambio, es capturada y torturada en el Sanctuary II. En 2018, Thanos lleva a Gamora a la nave y le muestra a Nébula, usándola para convencerla de que revele la ubicación de la Gema del Alma. Después de que Thanos se va con Gamora, Nébula escapa y toma un barco a Titán, donde nuevamente intenta matar a Thanos y se encuentra con Quill, Mantis, Drax, Tony Stark, Peter Parker y Stephen Strange. Infiere la muerte de su hermana y tras ser derrotados, Nébula sobrevive al Blip y se queda en Titán con Stark.
Nebula y Stark dejan Titán en el Benatar, pero la nave, después de haber sido dañada, queda varada en el espacio, hasta que aparece Carol Danvers para salvarlos. Después de llegar al Complejo de los Vengadores en la Tierra, Nébula se reúne con Rocket y acompaña a los Vengadores sobrevivientes al espacio hacia el Jardín para enfrentarse a Thanos, quien es asesinado por Thor después de revelar que las gemas fueron destruidas; a pesar de que el grupo no quiere creer en lo que dice, Nébula afirma que las palabras de Thanos eran ciertas.
Nébula y Rocket, ahora miembros de los Vengadores, trabajan con Danvers en misiones en el espacio. En 2023, Nébula y los otros Vengadores viajan en el tiempo a través del Reino Cuántico a un 2014 alternativo. Nébula va con James Rhodes al planeta Morag, donde dejan inconsciente a una versión alternativa de Quill y toman la Gema del Poder. Sin embargo, la Nébula de 2014, comienza a funcionar mal debido a la presencia de la Nébula de 2023, y el Thanos alternativo se da cuenta de su presencia y la captura. Después de analizar sus recuerdos y aprender sobre su futura victoria y los esfuerzos de los Vengadores por deshacerla, Thanos alternativo envía a Nébula alternativa de regreso al presente en el lugar de Nébula. Luego, Nébula alternativa trae a Thanos alternativo y su ejército a la línea de tiempo principal, donde destruye el Complejo y ordena a Nébula alternativa que le traiga las gemas del infinito. Habiendo escapado después de convencer con éxito a Gamora de que abandone a Thanos, Nébula se enfrenta a su yo alternativo e intenta convencerla de que haga lo mismo, pero se ve obligada a matarla cuando ella se niega. Nébula luego se une a la batalla contra el ejército alternativo de Thanos y asiste al funeral de Stark después de que se sacrifica para eliminar a Thanos y sus fuerzas.

### Más aventuras
Más tarde, Nébula se une a los Guardianes de la Galaxia ya devueltos a la vida y regresa con ellos al espacio, donde los acompaña Thor. Se embarcan en varias aventuras y, mientras están en el planeta Indigarr, se enteran de varias llamadas de socorro provocadas por un dios carnicero. Ella y los Guardianes dejan de responder a las llamadas, mientras Thor se separa para ayudar a su amigo.
En 2025, los Guardianes compran Knowhere al Coleccionista y Nébula ayuda a restaurarlo luego del ataque que sufrió. Para la Navidad de ese año, regresa a la Tierra y toma el brazo de Bucky Barnes y se lo da como regalo a Rocket.

### Misión final
Cuando Adam Warlock intenta secuestrar a Rocket, Nebula lo rechaza; sin embargo, Rocket queda gravemente herido y requiere un código de anulación para desactivar un interruptor de apagado para curarlo. Nebula contacta a Gamora, ahora convertida en una Devastadora, para ayudar a los Guardianes a infiltrarse en la Orgosfera, la sede del creador de Rocket, el Alto Evolucionador, para recuperar el código. Ella ayuda a los Guardianes a encontrar y confrontar al Alto Evolucionador, y usa su cibernética para pilotar su nave dañada con el fin de descargar a un grupo de niños que el Alto Evolucionador había mantenido cautivos en Knowhere. Cuando Quill disuelve a los Guardianes actuales, permanece en Knowhere para ayudar a cuidar a los niños con Drax.

## Versiones alternativas

### Variante 2014
Una variante alternativa de Nébula anterior a los eventos de Guardians of the Galaxy aparece en Avengers: Endgame. En un 2014 alternativo, luego de una sesión de entrenamiento con Gamora, ella y Nébula son convocadas por Thanos, quien les ordena que ayuden a Ronan a obtener la Gema del Poder. Sin embargo, antes de que puedan irse, Nébula comienza a funcionar mal debido a la presencia de la Nébula de la línea de tiempo principal. Después de capturar a la Nébula "principal", Thanos analiza sus recuerdos y aprende sobre la victoria de su yo principal y los esfuerzos de los Vengadores por deshacerla. Luego, reemplaza a la Nébula principal con su yo alternativo, que es enviada de regreso al presente en la línea de tiempo principal para prepararse para su llegada. La Nébula alternativa trae a Thanos alternativo y su ejército a 2023, después de lo cual destruye el Complejo de los Vengadores y ordena a Nébula que le traiga las Gemas del Infinito. Mientras intenta hacerlo, Nébula se enfrenta a su yo principal y a Gamora, quienes intentan convencerla de que abandone a Thanos. Sin embargo, ella se niega y es asesinada por la Nébula principal.

### What If...?
Varias versiones alternativas de Nébula aparecen en la serie animada What If...?, con Gillan retomando su papel.

#### Trabajando con Star-Lord T'Challa
En un 2008 alternativo, Nébula (nombrada como Heist Nebula)  es una aliada cercana y un interés amoroso de Star-Lord T'Challa. Esta versión no tiene partes del cuerpo cibernético a excepción de su ojo izquierdo y se muestra que tiene cabello rubio adulto. Se une a T'Challa, un Thanos reformado y los Devastadores en una misión para robar las Ascuas de Génesis del Coleccionista, y visita Wakanda con ellos después de la misión. Ella se molesta con la discusión de Thanos con Okoye.

#### Asistiendo a la fiesta de Thor
En un 2011 alternativo, Nébula participa en la fiesta intergaláctica de Thor en la Tierra, donde se la ve apostando en Las Vegas con Korg. Más tarde, cuando Thor pide a los invitados que ayuden a limpiar el desorden en la Tierra, Nébula y los invitados lo despiden y Nébula afirma que cree que escucha a su padre llamándola. Los invitados a la fiesta cambian de opinión cuando se enteran de que viene Frigga, la madre de Thor.

#### Corpsman Nebula y salvando su universo
En una línea de tiempo alternativa donde Ronan derrocó y mató a Thanos, Nebula fue encontrada y reclutada para el Cuerpo Nova, asumiendo la carrera de detective e investigador como Corpsman Nebula, antes de finalmente formar los Guardianes de la Galaxia (con Korg, Miek, Groot y Howard el Pato) como Super Nova. Con su nuevo equipo, Nebula salva a Xandar de Ronan y la corrupta Nova Prime Irani Rael, quien había sido amiga y mentora de Nebula antes de su traición. Algún tiempo después, Xandar es atacado por el Campeón de HYDRA, una criatura interdimensional y Nebula, Korg y Groot montan guardia para luchar contra él. Son ayudados por la llegada de la Capitana Carter, Kahhori, Brydie la Pata y Tormenta que llegan de otros universos. Después de que Carter mata a la criatura, Nebula le agradece antes de ver fragmentos del Plano de Observación caer del cielo promoviendo a las mujeres desplazadas del universo para investigar.

#### 1602
En un año alternativo de 1602, Nebula poseía un observatorio. Sin embargo, ella murió debido a un desgarro en el universo debido a la incursión.

## Caracterización

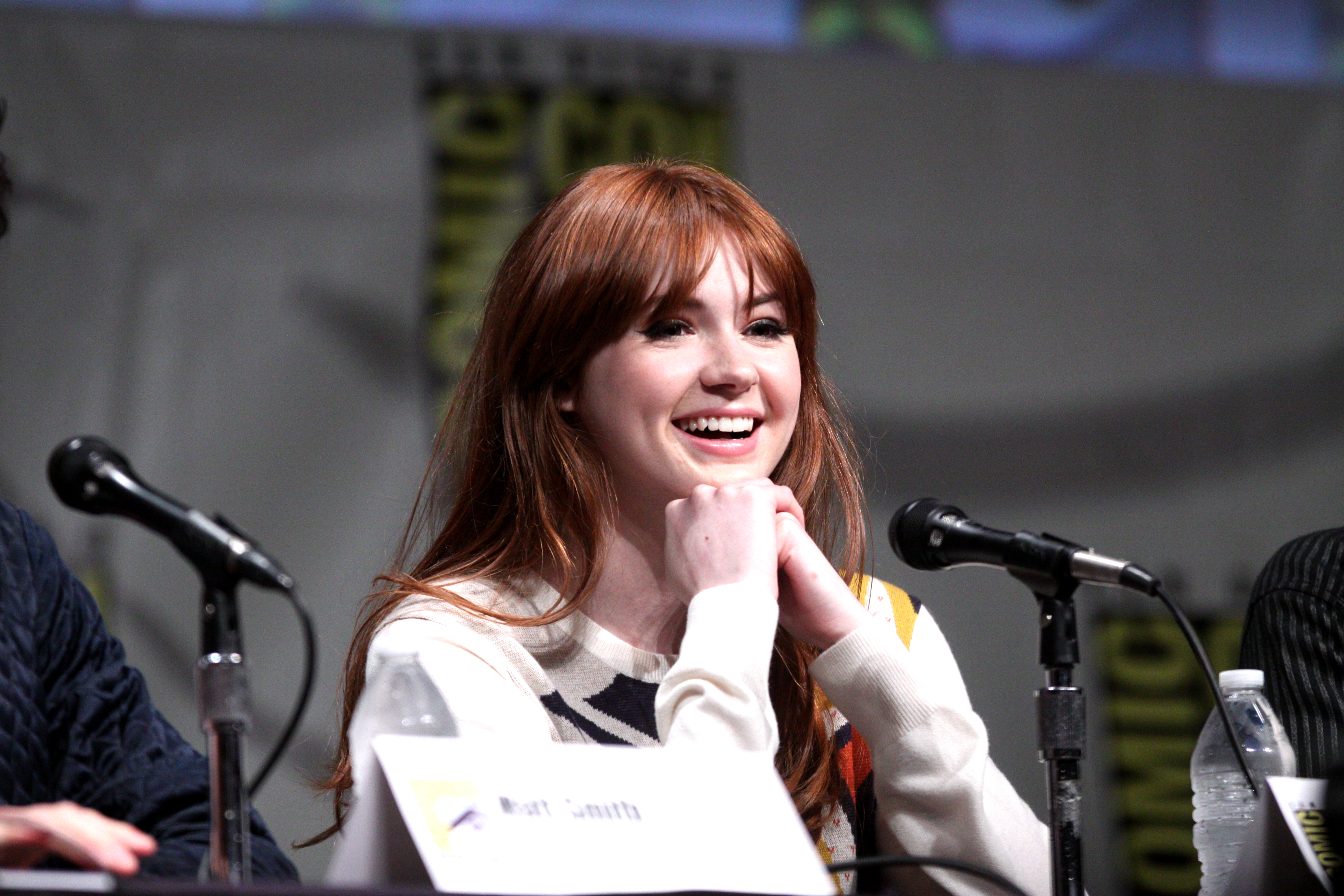
Karen Gillan habla en la Comic-Con Internacional de San Diego 2012 en San Diego, California. Por favor, atribuya a Gage Skidmore si se utiliza en otro lugar.

En su debut en Guardianes de la Galaxia, Nébula es representada como una teniente leal al servicio de Ronan y Thanos. Sobre el personaje, Gillan dijo: "Ella es la villana de la película. . . Es muy sádica y malvada, pero me gusta pensar que por una razón muy válida". También agregó: "Creo que es un personaje realmente interesante. Con lo que me gusta jugar es con lo celosa que es. Es la hermana de Gamora y hay mucha rivalidad entre hermanas. Ese es el aspecto más interesante para mí, porque los celos pueden consumirte y volverte amargado y feo. Y ella es una sádica total, así que eso también es divertido". Gillan investigó a los antiguos espartanos, se afeitó el cabello y se entrenó durante dos meses para el papel. El maquillaje del personaje tardó aproximadamente cuatro horas y media en aplicarse. El primer día de filmación, mientras Gillan y Gunn discutían sobre cómo interpretar al personaje, Gunn sugirió una impresión de Marilyn Monroe, particularmente en su voz entrecortada que consideró "una voz similar a la de Clint Eastwood". En los primeros borradores de la película, se planeó que Gamora matara al personaje, pero los directores decidieron traerla de vuelta en la secuela para explorar más a fondo la relación entre los dos. En Guardianes de la Galaxia vol. 2, Nébula es retratada como una miembro reacia de los Guardianes. Gillan dijo que la película exploraría más a fondo la relación fraternal entre Nébula y Gamora, incluida su historia de fondo "y lo que les sucedió a estas dos niñas mientras crecían y en realidad lo horrible que fue para ellas y cómo arruinó su relación", agregando "[también] vamos a comenzar a ver cuánto dolor [Thanos] realmente causó [Nébula]... realmente comenzamos a ver la grieta emocional en su personaje". Si bien Gillan tuvo que afeitarse la cabeza para la primera película, solo tuvo que afeitarse la mitad de la cabeza para la secuela, quitando la parte de abajo y dejando la parte de arriba. El maquillaje de Gillan tardó dos horas y media en aplicarse, en comparación con las cinco horas de la primera película.
En Avengers: Endgame, después de haber sido previamente presentada como antagonista o antihéroe, Nébula se somete a un arco de redención en el que repara sus acciones pasadas, incluido un encuentro con una versión pasada de sí misma, y Gillan agrega que está "mirando fijamente" su antiguo yo en la cara y es muy claro lo lejos que ha llegado de esa persona enojada, amargada y retorcida. Está empezando a conectarse con otras personas y a encontrar cierto nivel de perdón". Gillan supuso que Nébula jugaría un papel destacado en la película cuando se dio cuenta de que Infinity War y Endgame serían una adaptación de The Infinity Gauntlet, que había leído previamente cuando fue elegida inicialmente como Nébula en Guardians of the Galaxy (2014). Gillan compartió varias escenas con Robert Downey Jr., quien interpreta a Tony Stark, en la apertura de la película, y los dos improvisaron la mayoría de sus escenas juntos.
Nébula en el Universo Cinematográfico, finalmente evoluciona de una villana a una verdadera heroína y miembro de los Guardianes de la Galaxia, mientras que el personaje de Marvel Comics se representa casi exclusivamente como un villano. Otro cambio en la adaptación cinematográfica del material original es la apariencia física del personaje, con la representación del MCU del personaje evitando la representación inicial de Nébula como un humanoide orgánico con cabello rizado para enfocarse en su posterior como un cyborg calvo. No se revela que esté relacionada con Gamora en los cómics y afirmó ser la "nieta" de Thanos, lo que él niega. También tiene ambiciosos objetivos villanos a lo largo de varias publicaciones. Las interpretaciones cómicas posteriores de Nébula, como una miniserie homónima de 2020, cambiarían su apariencia para parecerse más a la interpretación del Universo Cinematográfico.
En julio de 2021, Gillan dijo que para su aparición en Thor: Love and Thunder, el director Taika Waititi sacó a relucir el "lado loco" de Nébula a través de su "pura agresión". En septiembre de 2021, Gunn señaló que tanto para Mantis de Pom Klementieff como para Nébula de Gillan, "sus papeles son bastante importantes" en el guion de Guardians of the Galaxy Vol. 3.

## Recepción
Jacob Stolworthy de The Independent sintió que el personaje tenía "todas las características de ser un personaje clásico de Marvel", pero estaba "ligeramente defraudado". Mientras tanto, Miles Surrey de The Ringer elogió al personaje y dijo que "el conflicto interno de Nébula es uno de los hilos más fascinantes y convincentes que el MCU ha desarrollado en sus más de 20 entregas" y que el personaje era "totalmente diferente de prácticamente todos en el MCU" como un villano convertido en héroe. Richard Newby de The Hollywood Reporter también elogió la representación del personaje, describiéndola como "una de las consideraciones más significativas de lo que significa ser a la vez Vengador y humano", y opinó que su historia es "una [de] las mejores y más poderosos mitos del Universo Cinematográfico de Marvel".